# Église Saint-Joseph d'Ayutthaya
Pour les articles homonymes, voir Église Saint-Joseph.
L'église Saint-Joseph d’Ayutthaya (en thaï : วัดนักบุญยอแซฟ อยุธยา) est un édifice chrétien catholique situés au sud de la rivière Chao Phraya à Ayutthaya en Thaïlande. L'église est fondée en 1662 par le père français François Pallu.     

## Histoire
L'église Saint-Joseph est considéré comme le centre des chrétiens siamois à l'époque où Ayutthaya est la capitale du royaume de Siam. Le prêtre français Pierre Lambert de La Motte, des Missions étrangères de Paris, demande au roi Narai le Grand l'autorisation de construire une église française. Le roi Narai cède un terrain au camp des Annamites,,. Est fondé également un hôpital et un séminaire, le Collège Général Saint-Joseph. Deux ans après l'arrivée de Pierre Lambert de la Motte, les pères Pallu, vicaire apostolique du Tonkin, et le père Louis Laneau arrivent à Ayutthaya. Louis Laneau apprend le siamois et devient le premier vicaire apostolique du Siam. Quelques prêtres sont formés, en majorité des Chinois, des Vietnamiens et quelques Japonais. Le premier ministre de l’époque, Constantin Phaulkon, Grec polyglotte, francophile et proche du roi de France Louis XIV, soutient les démarches des prêtres français. Leur arrivée contrebalance la vieille influence de la dizaine de religieux portugais et espagnols, et l'influence grandissante des protestants hollandais de la Compagnie néerlandaise des Indes orientales. À la mort du roi, en 1688 dans son palais de Lop Buri, les Français sont expulsés du royaume. Toute relation diplomatique s’arrête jusqu’en 1856,. 
Lors de la chute d'Ayutthaya en 1767, l'église en bois a été incendiée et pillée par l'armée birmane. 
En 1828, à 23 ans, le père Jean-Baptiste Pallegoix est envoyé par les Missions étrangères de Paris au Siam. Il retourne à l'église en 1831. En 1834, il rencontre le futur roi Rama IV (Mongkut) alors que ce dernier est moine au temple Bowonniwet, à Bangkok. Il lui donne des cours de latin et fait naître une amitié. Le roi accède au trône en 1851. En 1856, l’empereur Napoléon III envoie une ambassade au Siam. L'église actuelle est construite par le père Perro. Elle est consacrée  le 21 novembre 1883.
L'église est restaurée en 2004. En 2005, l'église Saint-Joseph reçoit le prix exceptionnel pour la conservation de l'art et de l'architecture de l'Association des architectes siamois.